# Radenín (zámek)
Radenín je zámek ve stejnojmenné vesnici v okrese Tábor v Jihočeském kraji. Vznikl renesanční přestavbou středověké tvrze, ale dochovaná podoba je výsledkem především novorenesančních úprav ze druhé poloviny devatenáctého století. Zámek je chráněn jako kulturní památka.

## Historie
Prvním panským sídlem v Radeníně bývala tvrz písemně doložená ve čtrnáctém století. V době vlády císaře Karla IV. patřila Mikulášovi z Radenína, který v ní bydlel s manželkou Markétou. Mikuláš zemřel nejpozději roku 1363 a za nezletilé syny statek spravovala vdova. Bratři Jan a Mikuláš z Radenína se později rozdělili o majetek, takže každému připadla polovina tvrze a dvora v Radeníně a polovina vsi Radenína a pusté vsi Lhota. Mikuláš v roce 1369 zapsal svůj podíl do zemských desek bratrům Petrovi, Janovi a Oldřichovi z Rožmberka. Po Mikulášově smrti však byl jeho majetek vyhlášen jako odúmrť, a Rožmberkové se o něj museli soudit. U soudu je úspěšně zastupoval Hroch ze Zvířetic. V roce 1378 část Radenína vlastnil Vyšata z Radenína, který však měl většinu majetku v Javoru.
V roce 1393 svědčil Jaroš z Radenína při jmenování faráře tučapského kostela. Pravděpodobně byl nějakým způsobem spřízněn s tučapskými vladyky, protože patrony radenínského kostela byli roku 1405 Kunrat z Tučap a Petr z Radenína. Jejich nástupcem se stal Václav Konopě z Heřmanic. Patronátní právo ke kostelu měl ještě v roce 1412, ale následujícího roku jej uplatnil Bušek z Jedlan. Václavovi však Radenín zůstal, protože v roce 1414 prodal radenínskou tvrz se dvorem, patronátní právo ke kostelu a pět a půl lánu půdy Chvalovi ze Žďáru a Ondřejovi z Nemyšle za 200 kop grošů. Ondřej později koupil jakousi část Radenína od Pešíka z Dubu za osmdesát kop grošů. Nízké ceny dosáhl tím, že slíbil zajistit Pešíkovy potřeby až do jeho smrti. Není však jasné, jestli Pešíkův díl Radenína předtím patřil Chvalovi, nebo byl samostatným malým statkem. Ondřej v Radeníně sídlil ještě v roce 1439.

### Šestnácté století
V následujících letech statek nejspíše patřil Ondřejovým potomkům. Koncem patnáctého století jej získal Jiří Hrobský ze Sedlce, uváděný jako radenínský pán v roce 1498. Až do roku 1507 býval častým účastníkem právních a obchodních jednáních vyšší šlechty. Dalším majitelem Radenína se neznámým způsobem stal Petr Smrčka ze Mnichu, připomínaný zde v letech 1520 a 1525. Měl syny Petra, Jiřího, Oldřicha a Jana, kteří se o dědictví po otci rozdělili v srpnu roku 1529. Radenínská tvrz se dvorem, vsí, vesnicemi Nuzbely a Rodná a dvěma poddanými v Hrobech připadla Oldřichovi. Ten se vzápětí oženil s Dorotou z Malovic, které pojistil věno podílem ve výši 125 kop grošů na hodnotě radenínského statku. Nejspíše on nechal starou tvrz přestavět na pozdně gotický dvoukřídlý palác. Jako obratný hospodář během let panství rozšířil o Pořín (1553), pustou ves Radostovsko, Zahrádku (1554), Bradáčov a Drunče (oboje roku 1567) a Nahořany (1572). Od choustnického panství přikoupil platy v Chrboníně a tři chalupníky příslušné k Dlouhé Lhotě, kteří žili a pracovali v lesích jako uhlíři. Naposledy koupil v roce 1557 od svého strýce Jana Smrčky ze Mnichu Sedlec a statek Hroby. Oldřich Smrček ze Mnichu zemřel v roce 1578 a pohřben byl v hrobském kostele.

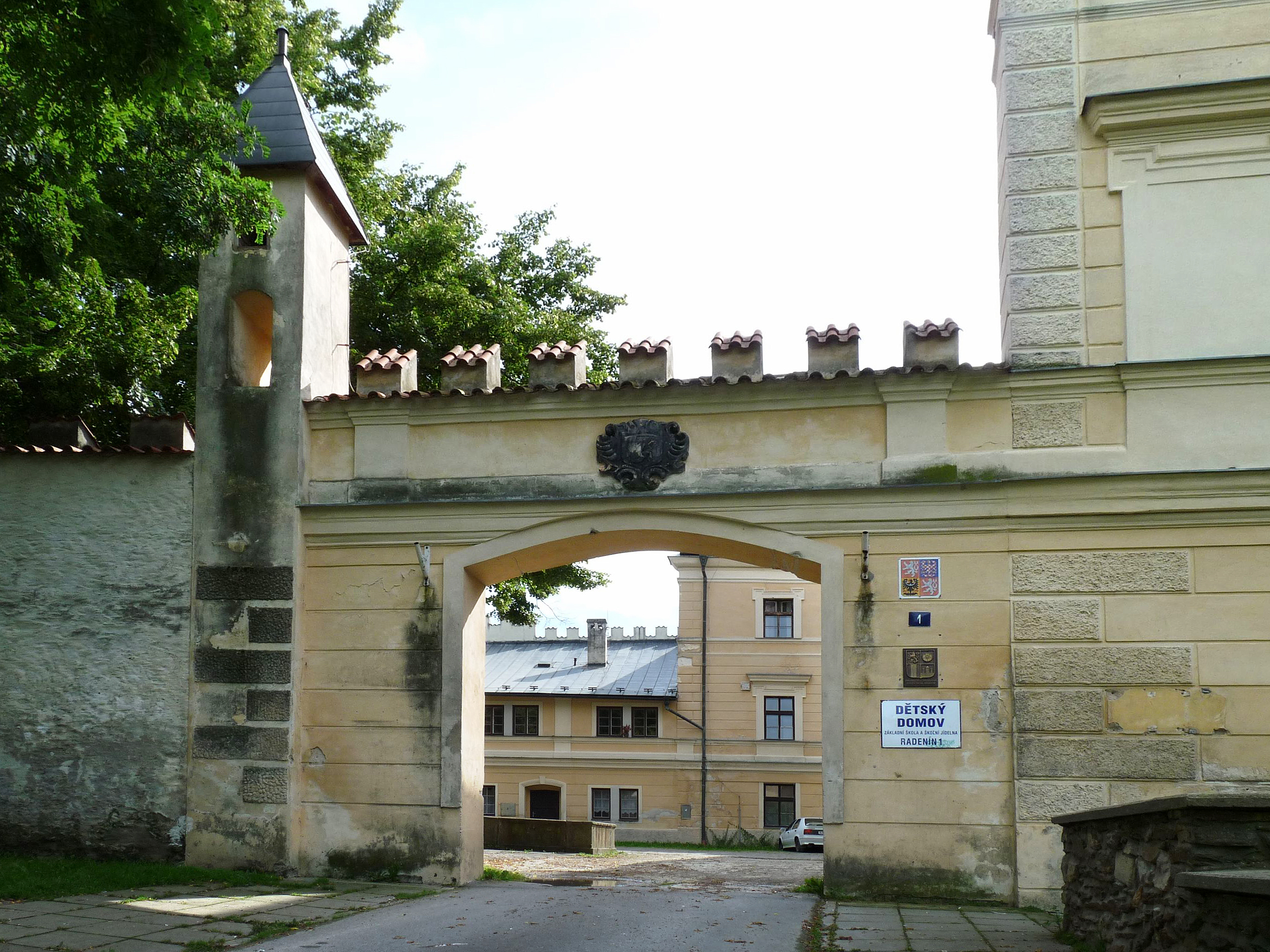
Brána

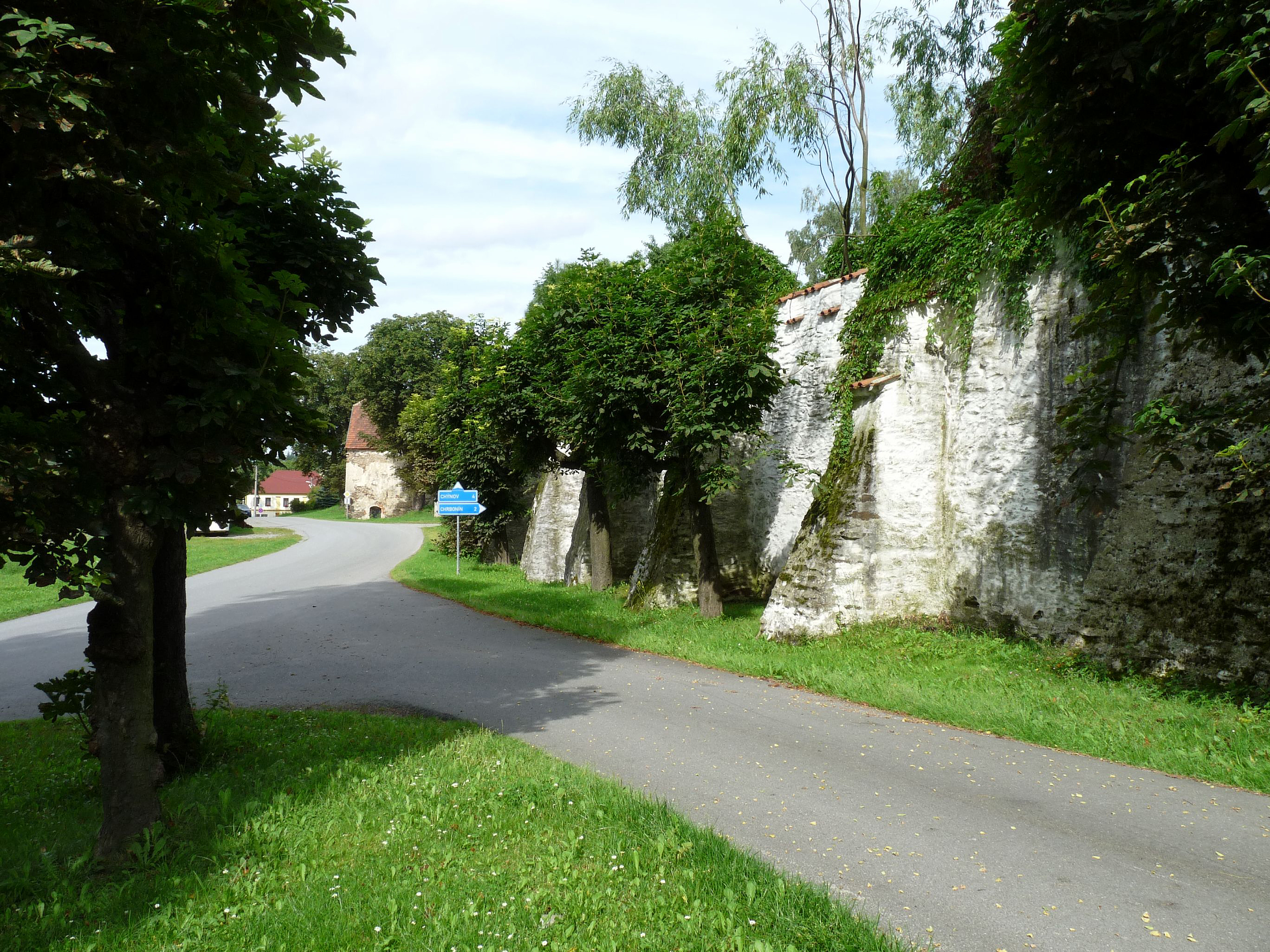
Ohradní zeď

Panství zdědil Oldřichův syn Petr Smrčka ze Mnichu, ale už roku 1580 zemřel. Majetek odkázal své manželce Kateřině z Malovic a nezletilým dětem. Kateřina statek spravovala jen několik let, protože v roce 1590 byl poručníkem nejspíše Oldřich starší Smrčka, seděním na Radeníně, a o dva roky později jeho bratr Mikuláš Smrčka ze Mnichu na Domamyšli. Teprvé poté dosáhli Petrovi synové Oldřich mladší a Adam dospělosti. Radenína se ujal Oldřich mladší: patřila mu stará i nová tvrz Radenín, dvůr, vesnice s podacím právem a vsi Drunče, Rodná, Kozmice, Bradáčov a Kloužovice. Dne 21. dubna 1599 od něj tento statek koupil Jiří Homut z Harasova na Bělé a Choustníku za 12 350 kop míšeňských grošů. Tvrz poté přestavěl na renesanční zámek a celý svůj rozsáhlý majetek 27. listopadu 1614 odkázal dcerám Johance a Zuzaně.

### Sedmnácté a osmnácté století
Dcery se krátce po bitvě na Bílé hoře se dcery o majetek rozdělily. Zuzana, provdaná za Jana Černína z Chudenic, získala Choustník a Bělou. Johanka po potlačení stavovského povstání odešla s manželem Janem Vlkem z Kvítkova a dětmi do ciziny. Brzy poté zemřeli a jejich majetek připadl Zuzaně. Zuzana přečkala svého manžela o dvanáct let a zemřela roku 1654. O dědictví se téhož roku rozdělili její synové Humprecht Jan a Heřman Václav. Jihočeskou část majetku dostal Heřman Václav. Černínové zámek v letech 1640–1641 rozšířili o další křídlo.
Heřman Václav Černín se během života, zejména v roce 1672, velmi zadlužil. Jeho největším věřitelem byl hrabě Jan Špork, pro kterého Petr Mikuláš Straka z Nedabylic dne 9. srpna 1672 odhadl cenu radenínského a choustnického statku. Po smrti Heřmana Václava Černína pak Jan Špork své pohledávky postoupil Janovi a Jetřichovi ze Šporku. Později se jediným majitelem stal Jan, po kterém v roce 1705 dědily dcery Marie Konstancie, Marie Terezie a Marie Anna. Dne 31. ledna 1709 se rozdělily, takže Radenín dostala Marie Terezie. Ke statku tehdy patřily ještě Kozmice, Nový Dvůr, Bezděčín, Josafatské údolí, Křeč, Chrbonín, Krtov, Lhota a Kloužovice. Marie Terezie se provdala za hraběte Ferdinand Magna Desfourse a po nich Radenín zdědil Jan Václav Desfours, který statek v roce 1751 rozšířil o Vlčeves.

### Novodobé dějiny
S Marií Terezií, dcerou Jana Václava Desfourse, se oženil hrabě Leopold Kolovrat Krakovský, jehož potomci panství vlastnili do roku 1878, kdy zemřel Jindřich Kolovrat. Zámek zdědila jeho dcera Jindřiška a sňatkem jej dne 20. října 1846 jej získal hrabě Josef Baillet de Latour (1815–1891). Jeho vnuk René Josef Baillet de Latour zámek vlastnil až do doby po druhé světové válce, kdy jej v červnu 1950 zabavil československý stát. V první polovině devatenáctého století byl zámek přestavěn v klasicistním slohu (nebo empírově) a později v novorenesančním. Novorenesanční přestavba proběhla v letech 1869–1878 nebo, podle Emanuela Pocheho, už v roce 1845.
Budovu získal ústřední národní výbor hlavního města Prahy. V roce 1952 v ní zahájil úpravy rozvodů elektřiny, vodoy, kanalizace a topení a následujícího roku v ní zřídil ubytovací zařízení pro školu v přírodě, které využívalo až 150 dětí. Od roku 1966 byla v zámku zřízena zvláštní internátní škola pro děti s vadným duševním vývojem a po roce 1990 jej získaly dědičky původních majitelů Ernestina Helena Baillet de Latour a Františka Zieglová. Zámek nadále slouží jako dětský domov.

## Stavební podoba
Z původní středověké tvrze ze čtrnáctého století se pravděpodobně dochovaly valeně zaklenuté sklepy severovýchodně od zámeckého areálu. V jejím sousedství byla po husitských válkách založena pozdně gotická tvrz přestavěná na renesanční zámek.
Zámecká budova má dvě křídla a dvě patra, byť se při pohledu od severu jeví jako třípatrová. Starší dvoukřídlá část tvoří jihozápadní nároží dvora a na severu k ní přiléhá mladší černínské křídlo. Renesanční objekt míval arkády, ale ty byly později zazděny. Fasády hlavního křídla jsou členěné pilastry a polosloupy, druhé patro odděluje lunetová římsa. Ostatní plochy fasády jsou zdobené bosováním. Dominantou zahradního průčelí je čtyřboká věž. V interiéru se v přízemí nachází prostory zaklenuté valenými klenbami s výsečemi. Velký sál zabírá dvě patra a zdobí jej štukové medailony s malovanými podobiznami ve stylu druhého rokoka.
K památkově chráněnému areálu patří také romanticky komponovaná zahrada, renesanční hospodářské budovy a opevnění. U domu čp. 2 se dochovala bašta s barokní, klasicistně upravenou, bránou středověké tvrze, které jsou chráněny jako samostatná kulturní památka.